# Oddone I di Borgogna
Oddone I di Borgogna, detto Borrel (il Rosso), in francese Eudes Ier de Bourgogne dit Borrel (le roux) (dicembre 1058 – Tarso, 23 marzo 1103), è stato un cavaliere medievale francese, duca di Borgogna dal 1079 fino alla sua morte.

## Origine
Secondo il monaco e cronista inglese, Orderico Vitale, era il figlio secondogenito dell'erede del ducato di Borgogna, Enrico e di Sibilla di Barcellona(ca. 1035- dopo il 6 luglio 1074), che secondo lo storico Szabolcs de Vajay, era figlia del conte di Barcellona, Gerona e Osona, Berengario Raimondo I e della moglie (come risulta dalle Europäische Stammtafeln, vol II, 58 -non consultate-), Guisla de Lluçà, figlia del vicario di Balsareny il Signore di Lluça e Villanova, Sunifredo II e di sua moglie, Ermesinda di Balsareny.
Enrico di Borgogna, secondo il documento n° LVII del Recueil des chartes de l´abbaye de Saint-Germain-des-Prés era il figlio secondogenito del conte di Charolais e di Langres, duca di Borgogna e anche conte d'Auxerre, Roberto I e di Helie di Semur, figlia di Dalmazio, signore di Semur, come risulta da Le cartulaire de Marcigny-sur-Loire 1045-1144 (Dalmatius pater sancti Hugonis abbatis Cluniacensis et Gaufredi Sinemurensi[s], Andrae levitae, Joceranni et Dalmatii et sororum eorumdem scilicet Materdis, Adalaidae et Ceciliae atque Evellae) e di Aremburga.
Suo fratello Enrico (1066-1112) divenne un vassallo del re di Castiglia, Alfonso VI e signore feudale della contea del Portogallo sposando, nel 1093, la figlia illegittima di Alfonso VI, Teresa di León ed il loro figlio fu Alfonso Henriques, primo re di Portogallo, dal 1139.

## Biografia
Secondo lo storico francese specializzato nella genealogia dei personaggi dell'Alto Medioevo, Patrick Van Kerrebrouck, nel 1059, suo zio, Ugo, figlio primogenito del duca Roberto I, morì in combattimento, nella guerra contro il conte di Nevers, Guglielmo I e suo padre, Enrico divenne l'erede designato del ducato di Borgogna; infatti il monaco e cronista inglese, Orderico Vitale, ce lo cita come primogenito di Roberto, assieme ai fratelli Roberto e Simone
Suo padre morì, tra il 1070 ed il 1074, quindi prima del nonno, il duca, Roberto I, lasciando suo fratello, Ugo, il figlio primogenito, erede del titolo di duca di Borgogna; ma Roberto I aveva deciso di lasciare il ducato al figlio terzogenito, anche lui di nome Roberto, e, nel 1076, alla morte del nonno, Roberto I, Ugo reclamò con fermezza i suoi diritti alla successione, e riuscì a farsi riconoscere duca dai suoi vassalli, che sotto suo nonno avevano raggiunto una certa indipendenza, riuniti a Digione, senza combattere e senza spargimento di sangue, come ci viene confermato da Orderico Vitale; allora allontanò dal ducato gli zii, Roberto e Simone, che lo avevano contrastato.
Oddone compare come firmatario, assieme al fratello, Roberto, in una donazione al monastero di Cluny, datata 19 febbraio 1078, fatta dall'altro fratello, il duca Ugo.
Nel 1078, il fratello Ugo era rimasto vedovo e l'anno dopo, abbandonata l'irrequieta vita militare, all'età di 23 anni, si ritirò in un monastero, abdicando in favore di Oddone che così ascese alla carica di duca di Borgogna; Oddone al momento di assumere la carica assunse anche il nome di Borrel, in omaggio al nonno materno, Raimondo Borrell, conte di Barcellona, Gerona e Osona.
Oddone, dopo che suo fratello per tre anni aveva cercato di riprendere il controllo del ducato, tornò alla politica del nonno, riducendosi allo stato di un tirannello senza scrupoli, che i cronisti di quel tempo descrissero come un uomo violento e brutale, che uccideva tutti coloro che attraversavano i suoi territori (praticamente si comportava come un predone da strada; al riguardo esiste un aneddoto raccontato da un testimone oculare, Eadmer (ca. 1060–ca. 1124), cappellano e biografo dell'arcivescovo di Canterbury, Anselmo d'Aosta (1033-1109). Nel 1079, durante il pellegrinaggio verso Roma, Anselmo e la sua scorta, attraversando il ducato di Borgogna, furono aggrediti dal duca, Oddone che in tono minaccioso chiese dell'arcivescovo; Anselmo, rimasto calmo si fece avanti dicendo «Duca, mio signore permettimi di abbracciarti». Il duca sorpreso e confuso anziché depredarlo rispose «Volentieri poiché sono deliziato della tua venuta e sono pronto a servirti». E abbracciò Anselmo.
Oddone, nel 1080, fu al fianco del re di Francia, Filippo I nella lotta contro Ugo I signore di Puiset, che fu assediato nel suo castello; con una ardita sortita il signore di Puiset sconfisse l'armata reale, che dovette fuggire.
Nel 1087, Oddone, tramite una donazione, restituì una proprietà all'abbazia di Tournus, dopo che la zia, Costanza, rimasta vedova del conte di Chalon, Ugo II, era divenuta regina (Regina Galliciæ et Hispaniarum), avendo sposato, in seconde nozze, Alfonso VI, re di Castiglia e di León, come ci viene confermato da una citazione in un documento della Histoire de l'abbaye royale et de la ville de Tournus, avec les preuves
Nel 1087, assieme ai fratelli, Roberto ed Enrico, partì per la penisola iberica dove combatté contro gli Almoravidi al fianco del re di Castiglia, Alfonso VI, partecipò alla difesa di Toledo, che era stata conquistata da Alfonso VI, nel 1085, ma fu sconfitto a Tudela.
Nel 1098, Oddone sovvenzionò la creazione dell'ordine Cistercense, pagando le spese per la costruzione degli edifici in legno del primo monastero a Citeaux.
Oddone non aveva partecipato alla prima crociata, così, secondo lo storico francese specializzato nella genealogia dei personaggi dell'Alto Medioevo, Patrick Van Kerrebrouck, assieme a Stefano II di Blois, Ugo I di Vermandois, ed altri, si aggredò alla Crociata del 1101; prima di partire Oddone aveva designato il figlio maschio primogenito, Ugo, reggente del ducato in sua assenza e prima di partire aveva fatto una donazione all'abbazia di Cluny, assieme ai figli, Ugo ed Enrico, come ci viene confermato dal documento n° 3809 del Recueil des chartes de l'abbaye de Cluny. Tome 5; il documento redatto da Oddone, prima di partire, è riportato nel documento n° 398 delle Chartes et documents de Saint-Bénigne de Dijon : prieurés et dépendances, des origines à 1300. Tome 2. 

L'esercito di cui faceva parte Oddone fu sconfitto a Eraclea, nel settembre di quello stesso anno. I sopravvissuti raggiunsero la Cilicia, dove, sempre secondo Patrick Van Kerrebrouck, traditi dall'imperatore, Alessio I Comneno, caddero nelle mani dei Musulmani; Oddone morì a Tarso, nel 1103, senza mai raggiungere Gerusalemme; secondo il necrologio degli Obituaires de Lyon II, Diocèse de Chalon-sur-Saône, Abbaye chef d'ordre de Cîteaux (non consultato), Oddone morì il 23 marzo (X Kal Apr).

## Matrimonio e discendenza
Oddone, nel 1078 circa, aveva sposato Matilde di Borgogna nota anche come Sibilla di Borgogna (ca. 1064 – dopo il 1087), come ci viene confermato dal documento n° 3516, datato 1078, del Recueil des chartes de l'abbaye de Cluny. Tome 4; Sibilla o Matilde, secondo Orderico Vitale era figlia del conte di Borgogna Guglielmo I.
Oddone da Matilde (o Sibilla) ebbe quattro figli:
- Elena[11] (1080-1142) che sposò:
  - nel 1095 Bertrando II[11] (1065-1112), futuro conte di Tolosa e marchese di Provenza e poi anche conte di Tripoli.
  - nel 1115 Guglielmo I Talvas[11] , conte di Alençon e di Ponthieu.
- Florinda (1083-1097), che secondo il cronachista della Prima Crociata, Alberto di Aquisgrana, canonico e custode della chiesa di Aquisgrana, già vedova di un principe di Filippi, seguì in Terra santa il promesso sposo, Sweyn il Crociato[24](† 1097), principe danese, figlio del re di Danimarca, Sven II; entrambi furono catturati e messi a morte dai Selgiuchidi[24].
- Ugo[11] (1084-1143), duca di Borgogna[11] .
- Enrico (1087-1131), citato come figlio di Oddone (Odo dux Burgundiæ) nel documento n° 3809 del Recueil des chartes de l'abbaye de Cluny. Tome 5[20] fu un ecclesiastico, che, secondo Patrick Van Kerrebrouck, fu monaco e poi abate a Citeaux[13], dove fu inumato.

## Ascendenza
|                                     |                                |                          | Genitori                |  |  | Nonni |  |  | Bisnonni              |  |  | Trisnonni  |  |
|                                     |                                |                          |                         |  |  |       |  |  | Roberto II di Francia |  |  | Ugo Capeto |  |
|                                     |                                |                          |                         |  |  |       |  |  | Roberto II di Francia |  |  | Ugo Capeto |  |
|                                     |                                | Adelaide d'Aquitania     |                         |  |  |       |  |  | Roberto II di Francia |  |  |            |  |
| Roberto I di Borgogna               |                                |                          |                         |  |  |       |  |  | Roberto II di Francia |  |  |            |  |
|                                     |                                | Costanza d'Arles         | Guglielmo I di Provenza |  |  |       |  |  |                       |  |  |            |  |
|                                     |                                | Costanza d'Arles         | Guglielmo I di Provenza |  |  |       |  |  |                       |  |  |            |  |
|                                     |                                | Costanza d'Arles         | Adelaide d'Angiò        |  |  |       |  |  |                       |  |  |            |  |
| Enrico di Borgogna                  |                                | Costanza d'Arles         |                         |  |  |       |  |  |                       |  |  |            |  |
|                                     |                                | Dalmazio di Semur        | …                       |  |  |       |  |  |                       |  |  |            |  |
|                                     |                                | Dalmazio di Semur        | …                       |  |  |       |  |  |                       |  |  |            |  |
|                                     |                                | Dalmazio di Semur        | …                       |  |  |       |  |  |                       |  |  |            |  |
| Hélie de Semur                      |                                | Dalmazio di Semur        |                         |  |  |       |  |  |                       |  |  |            |  |
|                                     |                                | Aremburga                | …                       |  |  |       |  |  |                       |  |  |            |  |
|                                     |                                | Aremburga                | …                       |  |  |       |  |  |                       |  |  |            |  |
|                                     |                                | Aremburga                | …                       |  |  |       |  |  |                       |  |  |            |  |
| Oddone I di Borgogna                |                                | Aremburga                |                         |  |  |       |  |  |                       |  |  |            |  |
|                                     | Raimondo Borrell di Barcellona | Borrell II di Barcellona |                         |  |  |       |  |  |                       |  |  |            |  |
|                                     | Raimondo Borrell di Barcellona | Borrell II di Barcellona |                         |  |  |       |  |  |                       |  |  |            |  |
|                                     | Raimondo Borrell di Barcellona | Letgarda di Tolosa       |                         |  |  |       |  |  |                       |  |  |            |  |
| Berengario Raimondo I di Barcellona | Raimondo Borrell di Barcellona |                          |                         |  |  |       |  |  |                       |  |  |            |  |
|                                     |                                | Ermesinda di Carcassonne | Ruggero I di Comminges  |  |  |       |  |  |                       |  |  |            |  |
|                                     |                                | Ermesinda di Carcassonne | Ruggero I di Comminges  |  |  |       |  |  |                       |  |  |            |  |
|                                     |                                | Ermesinda di Carcassonne | Adelaide di Gevaudan    |  |  |       |  |  |                       |  |  |            |  |
| Sibilla di Barcellona               |                                | Ermesinda di Carcassonne |                         |  |  |       |  |  |                       |  |  |            |  |
|                                     |                                | Sunifredo II de Lluça    | …                       |  |  |       |  |  |                       |  |  |            |  |
|                                     |                                | Sunifredo II de Lluça    | …                       |  |  |       |  |  |                       |  |  |            |  |
|                                     |                                | Sunifredo II de Lluça    | …                       |  |  |       |  |  |                       |  |  |            |  |
| Guilla (o Guisla) de Lluça          |                                | Sunifredo II de Lluça    |                         |  |  |       |  |  |                       |  |  |            |  |
|                                     |                                | Ermenesinda di Balsareny | …                       |  |  |       |  |  |                       |  |  |            |  |
|                                     |                                | Ermenesinda di Balsareny | …                       |  |  |       |  |  |                       |  |  |            |  |
|                                     |                                | Ermenesinda di Balsareny | …                       |  |  |       |  |  |                       |  |  |            |  |
|                                     |                                | Ermenesinda di Balsareny |                         |  |  |       |  |  |                       |  |  |            |  |

### Fonti primarie
- (LA)  Saeculum XII. Orderici Vitalis,... Historia ecclesiastica.
- (LA)  Recueil des chartes de l´abbaye de Saint-Germain-des-Prés, tome I.
- (LA)  Chronique de l'abbaye de Saint-Bénigne de Dijon.
- (LA)  Recueil des chartes de l'abbaye de Cluny. Tome 4.
- (LA)  Recueil des chartes de l'abbaye de Cluny. Tome 5.
- (LA)  Alberti Aquensis Historia Hierosolymitana.
- (LA)  Histoire de l'abbaye royale et de la ville de Tournus, avec les preuves.
- (FR)  (LA)  CHEVRIER G. et CHAUME M., Chartes et documents de Saint-Bénigne de Dijon : prieurés et dépendances, des origines à 1300. Tome 2.

### Letteratura storiografica
- Louis Halphen, La Francia dell'XI secolo, cap. XXIV, vol. II (L'espansione islamica e la nascita dell'Europa feudale) in Storia del Mondo Medievale, 1979, pp. 770–806.
- Alexander Hamilton Thompson, Gli ordini monastici, cap. VII, vol. V (Il trionfo del papato e lo sviluppo comunale) in Storia del Mondo Medievale, 1980, pp. 245–294.